# Au am Leithaberge
Bản mẫu:SourcingAu am Leithaberge là một thị trấn ở huyện Bruck an der Leitha trong bang Niederösterreich ở nước Áo. Đô thị này có diện tích 16,71 km², dân số năm 2001 là 211 người.